# Copa Sudamericana 2005
Navigation
Édition précédente Édition suivante
La Copa Sudamericana 2005 est la quatrième édition de la Copa Sudamericana, la compétition instaurée par la CONMEBOL, réservée aux meilleurs clubs des championnats d'Amérique du Sud et disputée en deuxième partie de saison (d'août à décembre). Le vainqueur rencontre le club sacré en Copa Libertadores 2005 lors de la Recopa Sudamericana.
La première phase de la compétition est composée de groupes éliminatoires qui concernent un (Argentine ou Brésil) ou plusieurs pays. Les places en huitièmes de finale sont ainsi distribuées lors de ce tour préliminaire.
Les modifications par rapport à l'édition précédente sont nombreuses :
- Un tour supplémentaire est ajouté à la phase finale, qui démarre désormais au stade des huitièmes de finale
- Des clubs de la CONCACAF (deux clubs mexicains et un club américain) sont invités et entrent directement en huitièmes de finale.
- En plus des trois clubs invités et du tenant du titre (CA Boca Juniors), deux autres clubs sont exemptés de tour préliminaire et démarrent la compétition en huitièmes : Velez Sarsfield et River Plate. Le tour préliminaire concerne donc 28 équipes pour 10 places dans le tableau final.

C'est le club argentin de CA Boca Juniors, tenant du trophée, qui remporte à nouveau le titre après avoir disposé en finale des Mexicains de Pumas UNAM. C'est le second titre du club dans la compétition, et le quatorzième au niveau international. L'équipe des Pumas est quant à elle la seconde formation d'Amérique centrale à atteindre la finale d'une compétition sud-américaine (après Cruz Azul lors de la Copa Libertadores 2001). Son attaquant argentin, Bruno Marioni, est sacré meilleur buteur de l'épreuve avec un total de sept réalisations.

## Clubs participants
| Huitièmes de finale | Huitièmes de finale | Huitièmes de finale | Huitièmes de finale | Huitièmes de finale | Huitièmes de finale | Huitièmes de finale | Huitièmes de finale | Huitièmes de finale | Huitièmes de finale | Huitièmes de finale | Huitièmes de finale | Huitièmes de finale | Huitièmes de finale | Huitièmes de finale | Huitièmes de finale |
| --- | --- | --- | --- | --- | --- | --- | --- | --- | --- | --- | --- | --- | --- | --- | --- |
| - CA Boca Juniors - Tenant du titre - Club Atlético Vélez Sarsfield - 1er du classement cumulé 2004-2005 - CA River Plate - 4e du classement cumulé 2004-2005 | - CA Boca Juniors - Tenant du titre - Club Atlético Vélez Sarsfield - 1er du classement cumulé 2004-2005 - CA River Plate - 4e du classement cumulé 2004-2005 | - CA Boca Juniors - Tenant du titre - Club Atlético Vélez Sarsfield - 1er du classement cumulé 2004-2005 - CA River Plate - 4e du classement cumulé 2004-2005 | - CA Boca Juniors - Tenant du titre - Club Atlético Vélez Sarsfield - 1er du classement cumulé 2004-2005 - CA River Plate - 4e du classement cumulé 2004-2005 | - CA Boca Juniors - Tenant du titre - Club Atlético Vélez Sarsfield - 1er du classement cumulé 2004-2005 - CA River Plate - 4e du classement cumulé 2004-2005 | - CA Boca Juniors - Tenant du titre - Club Atlético Vélez Sarsfield - 1er du classement cumulé 2004-2005 - CA River Plate - 4e du classement cumulé 2004-2005 | - CA Boca Juniors - Tenant du titre - Club Atlético Vélez Sarsfield - 1er du classement cumulé 2004-2005 - CA River Plate - 4e du classement cumulé 2004-2005 | - CA Boca Juniors - Tenant du titre - Club Atlético Vélez Sarsfield - 1er du classement cumulé 2004-2005 - CA River Plate - 4e du classement cumulé 2004-2005 | - Club América - Vainqueur du tournoi Clôture 2005 - Pumas UNAM - Vainqueur du tournoi Ouverture 2004 - D.C. United - Vainqueur de la Major League Soccer 2004 | - Club América - Vainqueur du tournoi Clôture 2005 - Pumas UNAM - Vainqueur du tournoi Ouverture 2004 - D.C. United - Vainqueur de la Major League Soccer 2004 | - Club América - Vainqueur du tournoi Clôture 2005 - Pumas UNAM - Vainqueur du tournoi Ouverture 2004 - D.C. United - Vainqueur de la Major League Soccer 2004 | - Club América - Vainqueur du tournoi Clôture 2005 - Pumas UNAM - Vainqueur du tournoi Ouverture 2004 - D.C. United - Vainqueur de la Major League Soccer 2004 | - Club América - Vainqueur du tournoi Clôture 2005 - Pumas UNAM - Vainqueur du tournoi Ouverture 2004 - D.C. United - Vainqueur de la Major League Soccer 2004 | - Club América - Vainqueur du tournoi Clôture 2005 - Pumas UNAM - Vainqueur du tournoi Ouverture 2004 - D.C. United - Vainqueur de la Major League Soccer 2004 | - Club América - Vainqueur du tournoi Clôture 2005 - Pumas UNAM - Vainqueur du tournoi Ouverture 2004 - D.C. United - Vainqueur de la Major League Soccer 2004 | - Club América - Vainqueur du tournoi Clôture 2005 - Pumas UNAM - Vainqueur du tournoi Ouverture 2004 - D.C. United - Vainqueur de la Major League Soccer 2004 |
| Second tour | | | | | | | | | | | | | | | |
| - Estudiantes de La Plata - 2e du classement cumulé 2004-2005 - CA Rosario Central - 3e du classement cumulé 2004-2005 - Newell's Old Boys - 5e du classement cumulé 2004-2005 - Club Atlético Banfield - 6e du classement cumulé 2004-2005 | - Estudiantes de La Plata - 2e du classement cumulé 2004-2005 - CA Rosario Central - 3e du classement cumulé 2004-2005 - Newell's Old Boys - 5e du classement cumulé 2004-2005 - Club Atlético Banfield - 6e du classement cumulé 2004-2005 | - Estudiantes de La Plata - 2e du classement cumulé 2004-2005 - CA Rosario Central - 3e du classement cumulé 2004-2005 - Newell's Old Boys - 5e du classement cumulé 2004-2005 - Club Atlético Banfield - 6e du classement cumulé 2004-2005 | - Estudiantes de La Plata - 2e du classement cumulé 2004-2005 - CA Rosario Central - 3e du classement cumulé 2004-2005 - Newell's Old Boys - 5e du classement cumulé 2004-2005 - Club Atlético Banfield - 6e du classement cumulé 2004-2005 | - Estudiantes de La Plata - 2e du classement cumulé 2004-2005 - CA Rosario Central - 3e du classement cumulé 2004-2005 - Newell's Old Boys - 5e du classement cumulé 2004-2005 - Club Atlético Banfield - 6e du classement cumulé 2004-2005 | - Estudiantes de La Plata - 2e du classement cumulé 2004-2005 - CA Rosario Central - 3e du classement cumulé 2004-2005 - Newell's Old Boys - 5e du classement cumulé 2004-2005 - Club Atlético Banfield - 6e du classement cumulé 2004-2005 | - Estudiantes de La Plata - 2e du classement cumulé 2004-2005 - CA Rosario Central - 3e du classement cumulé 2004-2005 - Newell's Old Boys - 5e du classement cumulé 2004-2005 - Club Atlético Banfield - 6e du classement cumulé 2004-2005 | - Estudiantes de La Plata - 2e du classement cumulé 2004-2005 - CA Rosario Central - 3e du classement cumulé 2004-2005 - Newell's Old Boys - 5e du classement cumulé 2004-2005 - Club Atlético Banfield - 6e du classement cumulé 2004-2005 | - Santos FC - Champion du Brésil 2004 - São Paulo Futebol Clube - 3e du championnat du Brésil 2004 - SC Corinthians - 5e du championnat du Brésil 2004 - Goiás Esporte Clube - 6e du championnat du Brésil 2004 - Esporte Clube Juventude - 7e du championnat du Brésil 2004 - Sport Club Internacional - 8e du championnat du Brésil 2004 - Fluminense Football Club - 9e du championnat du Brésil 2004 - Cruzeiro Esporte Clube - 13e du championnat du Brésil 2004 | - Santos FC - Champion du Brésil 2004 - São Paulo Futebol Clube - 3e du championnat du Brésil 2004 - SC Corinthians - 5e du championnat du Brésil 2004 - Goiás Esporte Clube - 6e du championnat du Brésil 2004 - Esporte Clube Juventude - 7e du championnat du Brésil 2004 - Sport Club Internacional - 8e du championnat du Brésil 2004 - Fluminense Football Club - 9e du championnat du Brésil 2004 - Cruzeiro Esporte Clube - 13e du championnat du Brésil 2004 | - Santos FC - Champion du Brésil 2004 - São Paulo Futebol Clube - 3e du championnat du Brésil 2004 - SC Corinthians - 5e du championnat du Brésil 2004 - Goiás Esporte Clube - 6e du championnat du Brésil 2004 - Esporte Clube Juventude - 7e du championnat du Brésil 2004 - Sport Club Internacional - 8e du championnat du Brésil 2004 - Fluminense Football Club - 9e du championnat du Brésil 2004 - Cruzeiro Esporte Clube - 13e du championnat du Brésil 2004 | - Santos FC - Champion du Brésil 2004 - São Paulo Futebol Clube - 3e du championnat du Brésil 2004 - SC Corinthians - 5e du championnat du Brésil 2004 - Goiás Esporte Clube - 6e du championnat du Brésil 2004 - Esporte Clube Juventude - 7e du championnat du Brésil 2004 - Sport Club Internacional - 8e du championnat du Brésil 2004 - Fluminense Football Club - 9e du championnat du Brésil 2004 - Cruzeiro Esporte Clube - 13e du championnat du Brésil 2004 | - Santos FC - Champion du Brésil 2004 - São Paulo Futebol Clube - 3e du championnat du Brésil 2004 - SC Corinthians - 5e du championnat du Brésil 2004 - Goiás Esporte Clube - 6e du championnat du Brésil 2004 - Esporte Clube Juventude - 7e du championnat du Brésil 2004 - Sport Club Internacional - 8e du championnat du Brésil 2004 - Fluminense Football Club - 9e du championnat du Brésil 2004 - Cruzeiro Esporte Clube - 13e du championnat du Brésil 2004 | - Santos FC - Champion du Brésil 2004 - São Paulo Futebol Clube - 3e du championnat du Brésil 2004 - SC Corinthians - 5e du championnat du Brésil 2004 - Goiás Esporte Clube - 6e du championnat du Brésil 2004 - Esporte Clube Juventude - 7e du championnat du Brésil 2004 - Sport Club Internacional - 8e du championnat du Brésil 2004 - Fluminense Football Club - 9e du championnat du Brésil 2004 - Cruzeiro Esporte Clube - 13e du championnat du Brésil 2004 | - Santos FC - Champion du Brésil 2004 - São Paulo Futebol Clube - 3e du championnat du Brésil 2004 - SC Corinthians - 5e du championnat du Brésil 2004 - Goiás Esporte Clube - 6e du championnat du Brésil 2004 - Esporte Clube Juventude - 7e du championnat du Brésil 2004 - Sport Club Internacional - 8e du championnat du Brésil 2004 - Fluminense Football Club - 9e du championnat du Brésil 2004 - Cruzeiro Esporte Clube - 13e du championnat du Brésil 2004 | - Santos FC - Champion du Brésil 2004 - São Paulo Futebol Clube - 3e du championnat du Brésil 2004 - SC Corinthians - 5e du championnat du Brésil 2004 - Goiás Esporte Clube - 6e du championnat du Brésil 2004 - Esporte Clube Juventude - 7e du championnat du Brésil 2004 - Sport Club Internacional - 8e du championnat du Brésil 2004 - Fluminense Football Club - 9e du championnat du Brésil 2004 - Cruzeiro Esporte Clube - 13e du championnat du Brésil 2004 |
| Premier tour | | | | | | | | | | | | | | | |
| - Club Bolívar - Vainqueur du Tournoi Adecuacion 2005 - The Strongest La Paz - 2e du Tournoi Adecuacion 2005 - CD Universidad Catolica - Meilleur club de la 1re phase du Tournoi d'Ouverture 2005 - CF Universidad de Chile - Second meilleur club de la 1re phase du Tournoi d'Ouverture 2005 - Atlético Nacional - 2e du classement cumulé 2004 - Asociación Deportivo Cali - 5e du classement cumulé 2004 - LDU Quito - 1er de la phase régulière du tournoi Ouverture 2005 - Club Deportivo El Nacional - 2e de la phase régulière du tournoi Ouverture 2005 | - Club Bolívar - Vainqueur du Tournoi Adecuacion 2005 - The Strongest La Paz - 2e du Tournoi Adecuacion 2005 - CD Universidad Catolica - Meilleur club de la 1re phase du Tournoi d'Ouverture 2005 - CF Universidad de Chile - Second meilleur club de la 1re phase du Tournoi d'Ouverture 2005 - Atlético Nacional - 2e du classement cumulé 2004 - Asociación Deportivo Cali - 5e du classement cumulé 2004 - LDU Quito - 1er de la phase régulière du tournoi Ouverture 2005 - Club Deportivo El Nacional - 2e de la phase régulière du tournoi Ouverture 2005 | - Club Bolívar - Vainqueur du Tournoi Adecuacion 2005 - The Strongest La Paz - 2e du Tournoi Adecuacion 2005 - CD Universidad Catolica - Meilleur club de la 1re phase du Tournoi d'Ouverture 2005 - CF Universidad de Chile - Second meilleur club de la 1re phase du Tournoi d'Ouverture 2005 - Atlético Nacional - 2e du classement cumulé 2004 - Asociación Deportivo Cali - 5e du classement cumulé 2004 - LDU Quito - 1er de la phase régulière du tournoi Ouverture 2005 - Club Deportivo El Nacional - 2e de la phase régulière du tournoi Ouverture 2005 | - Club Bolívar - Vainqueur du Tournoi Adecuacion 2005 - The Strongest La Paz - 2e du Tournoi Adecuacion 2005 - CD Universidad Catolica - Meilleur club de la 1re phase du Tournoi d'Ouverture 2005 - CF Universidad de Chile - Second meilleur club de la 1re phase du Tournoi d'Ouverture 2005 - Atlético Nacional - 2e du classement cumulé 2004 - Asociación Deportivo Cali - 5e du classement cumulé 2004 - LDU Quito - 1er de la phase régulière du tournoi Ouverture 2005 - Club Deportivo El Nacional - 2e de la phase régulière du tournoi Ouverture 2005 | - Club Bolívar - Vainqueur du Tournoi Adecuacion 2005 - The Strongest La Paz - 2e du Tournoi Adecuacion 2005 - CD Universidad Catolica - Meilleur club de la 1re phase du Tournoi d'Ouverture 2005 - CF Universidad de Chile - Second meilleur club de la 1re phase du Tournoi d'Ouverture 2005 - Atlético Nacional - 2e du classement cumulé 2004 - Asociación Deportivo Cali - 5e du classement cumulé 2004 - LDU Quito - 1er de la phase régulière du tournoi Ouverture 2005 - Club Deportivo El Nacional - 2e de la phase régulière du tournoi Ouverture 2005 | - Club Bolívar - Vainqueur du Tournoi Adecuacion 2005 - The Strongest La Paz - 2e du Tournoi Adecuacion 2005 - CD Universidad Catolica - Meilleur club de la 1re phase du Tournoi d'Ouverture 2005 - CF Universidad de Chile - Second meilleur club de la 1re phase du Tournoi d'Ouverture 2005 - Atlético Nacional - 2e du classement cumulé 2004 - Asociación Deportivo Cali - 5e du classement cumulé 2004 - LDU Quito - 1er de la phase régulière du tournoi Ouverture 2005 - Club Deportivo El Nacional - 2e de la phase régulière du tournoi Ouverture 2005 | - Club Bolívar - Vainqueur du Tournoi Adecuacion 2005 - The Strongest La Paz - 2e du Tournoi Adecuacion 2005 - CD Universidad Catolica - Meilleur club de la 1re phase du Tournoi d'Ouverture 2005 - CF Universidad de Chile - Second meilleur club de la 1re phase du Tournoi d'Ouverture 2005 - Atlético Nacional - 2e du classement cumulé 2004 - Asociación Deportivo Cali - 5e du classement cumulé 2004 - LDU Quito - 1er de la phase régulière du tournoi Ouverture 2005 - Club Deportivo El Nacional - 2e de la phase régulière du tournoi Ouverture 2005 | - Club Bolívar - Vainqueur du Tournoi Adecuacion 2005 - The Strongest La Paz - 2e du Tournoi Adecuacion 2005 - CD Universidad Catolica - Meilleur club de la 1re phase du Tournoi d'Ouverture 2005 - CF Universidad de Chile - Second meilleur club de la 1re phase du Tournoi d'Ouverture 2005 - Atlético Nacional - 2e du classement cumulé 2004 - Asociación Deportivo Cali - 5e du classement cumulé 2004 - LDU Quito - 1er de la phase régulière du tournoi Ouverture 2005 - Club Deportivo El Nacional - 2e de la phase régulière du tournoi Ouverture 2005 | - Cerro Porteño - Champion du Paraguay 2005 - Club Guaraní - Vainqueur du barrage pré-Sudamericana - Club Alianza Atlético - 4e du classement cumulé 2004 - Club Universitario de Deportes - 5e du classement cumulé 2004 - Danubio Fútbol Club - Champion d'Uruguay 2004 - Defensor Sporting Club - Finaliste de la Liguilla 2004 - Mineros de Guayana - 4e du classement cumulé 2004-2005 - Trujillanos Fútbol Club - 5e du classement cumulé 2004-2005             | - Cerro Porteño - Champion du Paraguay 2005 - Club Guaraní - Vainqueur du barrage pré-Sudamericana - Club Alianza Atlético - 4e du classement cumulé 2004 - Club Universitario de Deportes - 5e du classement cumulé 2004 - Danubio Fútbol Club - Champion d'Uruguay 2004 - Defensor Sporting Club - Finaliste de la Liguilla 2004 - Mineros de Guayana - 4e du classement cumulé 2004-2005 - Trujillanos Fútbol Club - 5e du classement cumulé 2004-2005             | - Cerro Porteño - Champion du Paraguay 2005 - Club Guaraní - Vainqueur du barrage pré-Sudamericana - Club Alianza Atlético - 4e du classement cumulé 2004 - Club Universitario de Deportes - 5e du classement cumulé 2004 - Danubio Fútbol Club - Champion d'Uruguay 2004 - Defensor Sporting Club - Finaliste de la Liguilla 2004 - Mineros de Guayana - 4e du classement cumulé 2004-2005 - Trujillanos Fútbol Club - 5e du classement cumulé 2004-2005             | - Cerro Porteño - Champion du Paraguay 2005 - Club Guaraní - Vainqueur du barrage pré-Sudamericana - Club Alianza Atlético - 4e du classement cumulé 2004 - Club Universitario de Deportes - 5e du classement cumulé 2004 - Danubio Fútbol Club - Champion d'Uruguay 2004 - Defensor Sporting Club - Finaliste de la Liguilla 2004 - Mineros de Guayana - 4e du classement cumulé 2004-2005 - Trujillanos Fútbol Club - 5e du classement cumulé 2004-2005             | - Cerro Porteño - Champion du Paraguay 2005 - Club Guaraní - Vainqueur du barrage pré-Sudamericana - Club Alianza Atlético - 4e du classement cumulé 2004 - Club Universitario de Deportes - 5e du classement cumulé 2004 - Danubio Fútbol Club - Champion d'Uruguay 2004 - Defensor Sporting Club - Finaliste de la Liguilla 2004 - Mineros de Guayana - 4e du classement cumulé 2004-2005 - Trujillanos Fútbol Club - 5e du classement cumulé 2004-2005             | - Cerro Porteño - Champion du Paraguay 2005 - Club Guaraní - Vainqueur du barrage pré-Sudamericana - Club Alianza Atlético - 4e du classement cumulé 2004 - Club Universitario de Deportes - 5e du classement cumulé 2004 - Danubio Fútbol Club - Champion d'Uruguay 2004 - Defensor Sporting Club - Finaliste de la Liguilla 2004 - Mineros de Guayana - 4e du classement cumulé 2004-2005 - Trujillanos Fútbol Club - 5e du classement cumulé 2004-2005             | - Cerro Porteño - Champion du Paraguay 2005 - Club Guaraní - Vainqueur du barrage pré-Sudamericana - Club Alianza Atlético - 4e du classement cumulé 2004 - Club Universitario de Deportes - 5e du classement cumulé 2004 - Danubio Fútbol Club - Champion d'Uruguay 2004 - Defensor Sporting Club - Finaliste de la Liguilla 2004 - Mineros de Guayana - 4e du classement cumulé 2004-2005 - Trujillanos Fútbol Club - 5e du classement cumulé 2004-2005             | - Cerro Porteño - Champion du Paraguay 2005 - Club Guaraní - Vainqueur du barrage pré-Sudamericana - Club Alianza Atlético - 4e du classement cumulé 2004 - Club Universitario de Deportes - 5e du classement cumulé 2004 - Danubio Fútbol Club - Champion d'Uruguay 2004 - Defensor Sporting Club - Finaliste de la Liguilla 2004 - Mineros de Guayana - 4e du classement cumulé 2004-2005 - Trujillanos Fútbol Club - 5e du classement cumulé 2004-2005             |

## Tour préliminaire

### Premier tour
Les clubs engagés au premier tour affrontent l'autre formation du même pays.
| Équipe 1                  | Résultat      | Équipe 2                       | Aller | Retour |
| ------------------------- | ------------- | ------------------------------ | ----- | ------ |
| The Strongest La Paz      | 4 - 2         | Club Bolívar                   | 2 - 1 | 2 - 1  |
| El Nacional               | 5 - 5e        | LDU Quito                      | 3 - 4 | 2 - 1  |
| CF Universidad de Chile   | 2 - 2e        | CD Universidad Catolica        | 1 - 2 | 1 - 0  |
| Club Alianza Atlético     | 2 - 2 4-1 tab | Club Universitario de Deportes | 1 - 1 | 1 - 1  |
| Trujillanos Fútbol Club   | 5 - 2         | Mineros de Guayana             | 3 - 1 | 2 - 1  |
| Asociación Deportivo Cali | 2 - 2 6-7 tab | Atlético Nacional              | 2 - 0 | 0 - 2  |
| Club Guaraní              | 3 - 3 3-4 tab | Cerro Porteño tab              | 1 - 2 | 2 - 1  |
| Defensor Sporting Club    | 5 - 4         | Danubio Fútbol Club            | 2 - 3 | 3 - 1  |

### Second tour
Les formations argentines et brésiliennes entrent en lice. Elles doivent obligatoirement s'affronter entre elles.
| Équipe 1                 | Résultat      | Équipe 2                | Aller | Retour |
| ------------------------ | ------------- | ----------------------- | ----- | ------ |
| Club Atlético Banfield   | 3 - 2         | Estudiantes de La Plata | 2 - 0 | 1 - 2  |
| Newell's Old Boys        | 0 - 1         | CA Rosario Central      | 0 - 0 | 0 - 1  |
| Fluminense               | 3 - 3 4-2 tab | Santos FC               | 2 - 1 | 1 - 2  |
| Sport Club Internacional | 3 - 2         | São Paulo Futebol Clube | 2 - 1 | 1 - 1  |
| Esporte Clube Juventude  | 2 - 3         | Cruzeiro Esporte Clube  | 1 - 3 | 1 - 0  |
| Goiás Esporte Clube      | 1 - 3         | Corinthians             | 0 - 2 | 1 - 1  |
| The Strongest La Paz     | 5 - 1         | LDU Quito               | 2 - 1 | 3 - 0  |
| CD Universidad Catolica  | 5 - 2         | Club Alianza Atlético   | 0 - 2 | 5 - 0  |
| Trujillanos Fútbol Club  | 1 - 7         | Atlético Nacional       | 1 - 5 | 0 - 2  |
| Cerro Porteño            | 3 - 1         | Defensor Sporting Club  | 2 - 0 | 1 - 1  |

### Huitièmes de finale
| Équipe 1                      | Résultat | Équipe 2                 | Aller | Retour |
| ----------------------------- | -------- | ------------------------ | ----- | ------ |
| Club Atlético Vélez Sarsfield | 3 - 2    | Cruzeiro Esporte Clube   | 2 - 0 | 1 - 2  |
| Club América                  | 7 - 4    | Atlético Nacional        | 3 - 3 | 4 - 1  |
| Corinthians                   | 1er - 1  | CA River Plate           | 0 - 0 | 1 - 1  |
| Pumas UNAM                    | 4 - 3    | The Strongest La Paz     | 3 - 1 | 1 - 2  |
| CA Rosario Central            | 1 - 2    | Sport Club Internacional | 0 - 1 | 1 - 1  |
| Cerro Porteño                 | 3 - 7    | CA Boca Juniors'T'       | 2 - 2 | 1 - 5  |
| Fluminense                    | 3 - 1    | Club Atlético Banfield   | 0 - 0 | 3 - 1  |
| DC United                     | 3 - 4    | CD Universidad Catolica  | 1 - 1 | 2 - 3  |

### Quarts de finale
| Équipe 1                      | Résultat | Équipe 2                | Aller | Retour |
| ----------------------------- | -------- | ----------------------- | ----- | ------ |
| Club Atlético Vélez Sarsfield | 4 - 0    | Club América            | 2 - 0 | 2 - 0  |
| Corinthians                   | 2 - 4    | Pumas UNAM              | 2 - 1 | 0 - 3  |
| Sport Club Internacional      | 2 - 4    | CA Boca Juniors'T'      | 1 - 0 | 1 - 4  |
| Fluminense                    | 2 - 3    | CD Universidad Catolica | 2 - 1 | 0 - 2  |

### Demi-finales
| Équipe 1                      | Résultat | Équipe 2                | Aller | Retour |
| ----------------------------- | -------- | ----------------------- | ----- | ------ |
| 'CA Boca Juniors'T            | 3 - 2    | CD Universidad Catolica | 2 - 2 | 1 - 0  |
| Club Atlético Vélez Sarsfield | 0 - 4    | Pumas UNAM              | 0 - 0 | 0 - 4  |

### Finale
| Finale aller          | Pumas UNAM | 1 – 1 | CA Boca Juniors | Stade olympique universitaire, Mexico            |                                                  |
| 6 décembre 2005 19:15 | Botero 53e |       | Palacio 30e     | Spectateurs : 65 000 Arbitrage : Jorge Larrionda | Spectateurs : 65 000 Arbitrage : Jorge Larrionda |

| Finale retour          | CA Boca Juniors                                                        | 1 - 1           | Pumas UNAM                                                | La Bombonera, Buenos Aires                       |                                                  |
| 18 décembre 2005 21:45 | Palermo 31e                                                            |                 | Marioni 54e (pen.)                                        | Spectateurs : 56 000 Arbitrage : Carlos Amarilla | Spectateurs : 56 000 Arbitrage : Carlos Amarilla |
| 18 décembre 2005 21:45 | Barros Schelotto · Insúa · Palermo · Schiavi · Delgado · Abbondanzieri | Tirs au but 4-3 | Augusto · Pineda · Beltrán · Cardetti · Marioni · Galindo | Spectateurs : 56 000 Arbitrage : Carlos Amarilla | Spectateurs : 56 000 Arbitrage : Carlos Amarilla |

| Vainqueur de la Copa Sudamericana 2005 |
| -------------------------------------- |
| Drapeau de l'Argentine                 |
| CA Boca Juniors 2e titre               |

### Meilleurs buteurs
7 buts :
- Bruno Marioni (Pumas UNAM)

6 buts :
- Jorge Quinteros (Universidad Catolica)

5 buts :
- Rodrigo Palacio (CA Boca Juniors)

4 buts :
- Kléber Boas (Club América)
- Martín Palermo (CA Boca Juniors)
- Diego Clementino (Cruzeiro Belo Horizonte)
- Tuta (Fluminense)
- Pablo Escobar (The Strongest La Paz)